# Drepanium imponens
Drepanium imponens là một loài Rêu trong họ Hypnaceae. Loài này được (Hedw.) G. Roth mô tả khoa học đầu tiên năm 1904.